# Calostre

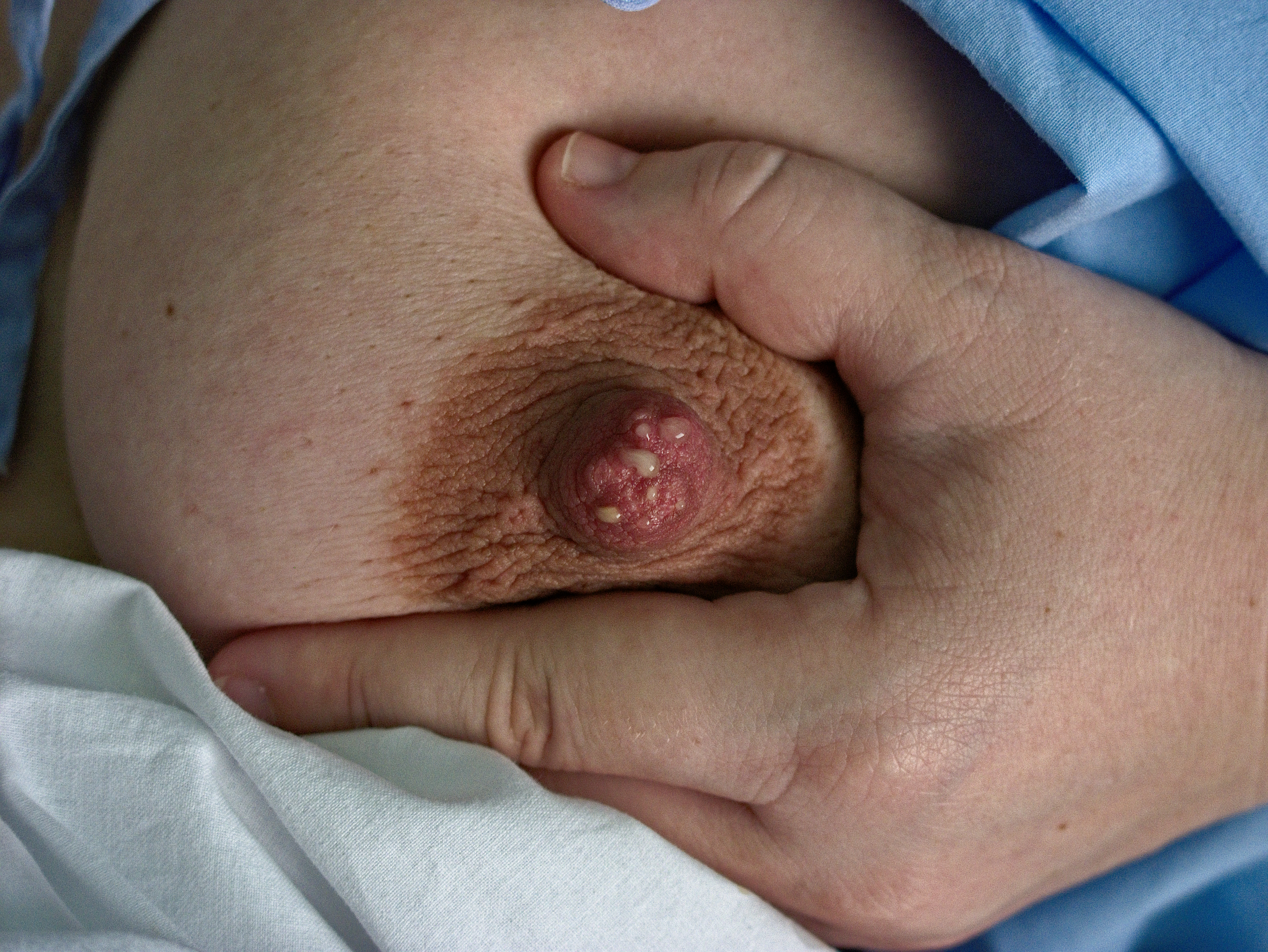
Calostre humà

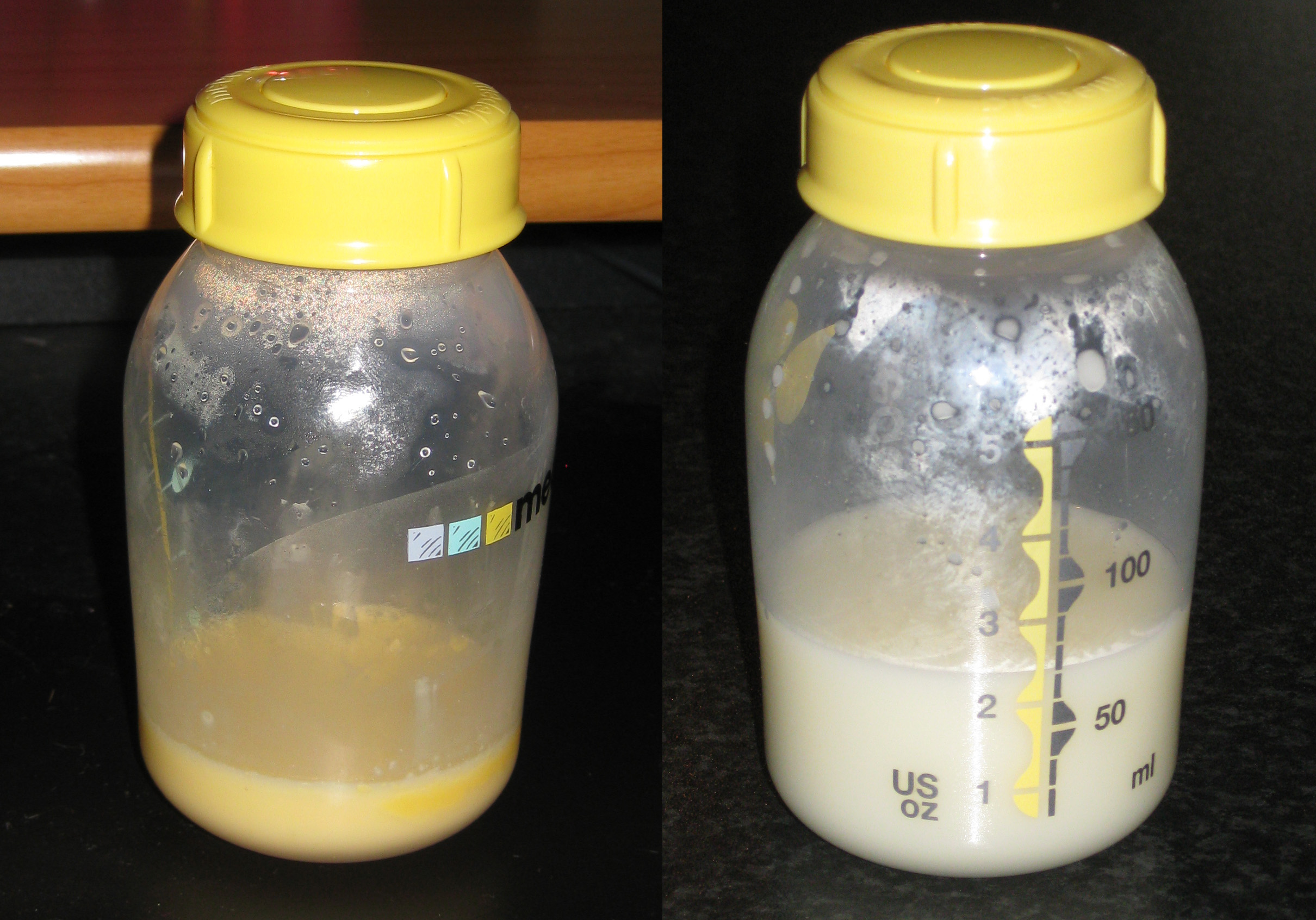
Calostre i llet materna

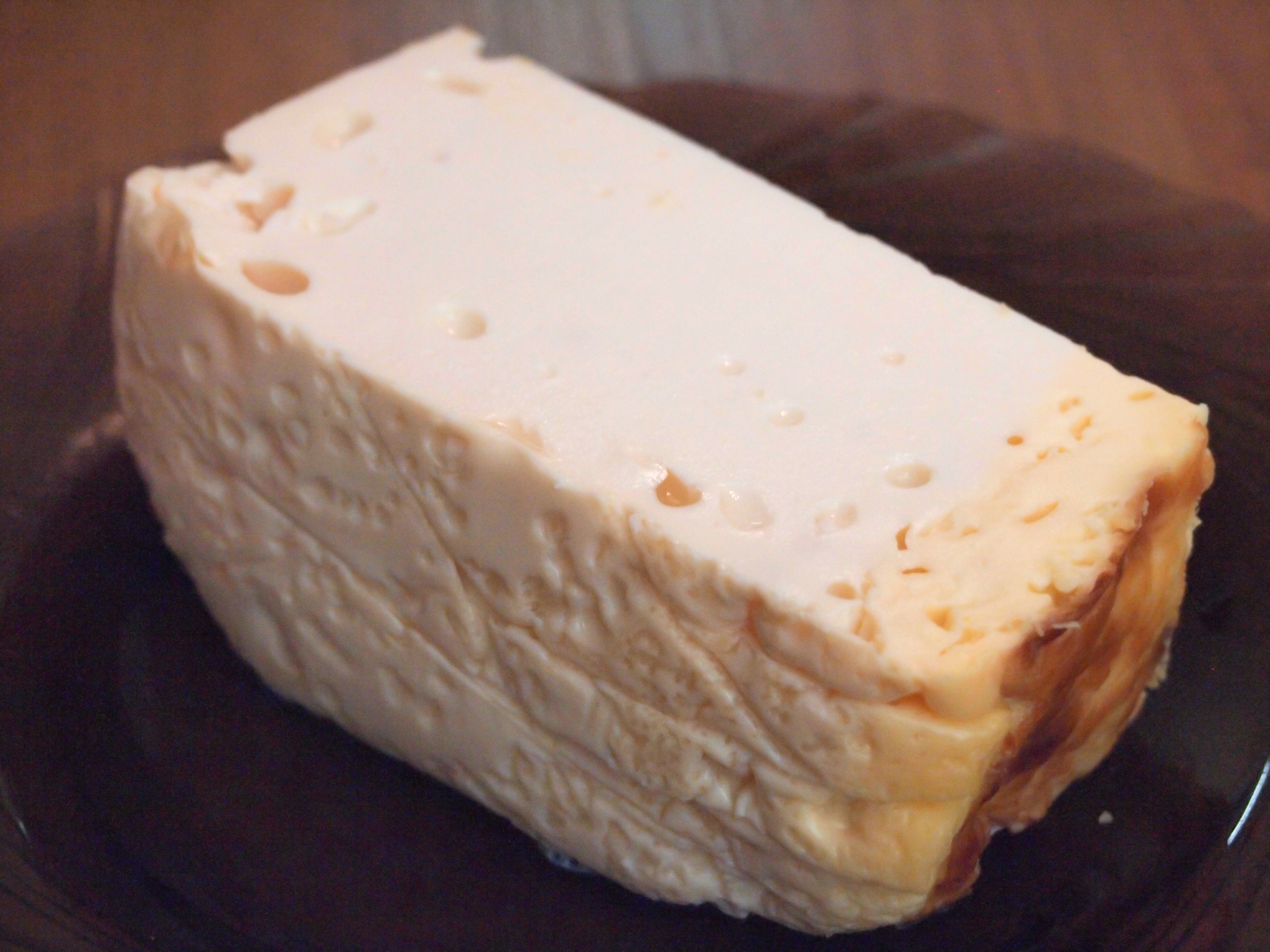
Formatge de calostre (Ucraïna)

El calostre és una secreció mamària de color groguenc rica en proteïna, sal mineral i substàncies immunoprotectores (immunogloblulina i lactoferrina entre d'altres) que produeix la glàndula mamària dels mamífers a l'etapa final de l'embaràs, abans de la llet, per la qual cosa també se l'anomena «llet groga», «llet roín», «llet tendra» o «primera llet», entre altres expressions. La majoria d'espècies produeixen calostre durant el primer dia després del part.

## Efectes pels nadons
Com que el nadó té un canal digestiu molt curt, el calostre proporciona nutrients en forma de concentrat i té un efecte laxant suau que afavoreix la producció del meconi, de manera que s'elimina l'excés de bilirubina (un residu del processament dels glòbuls rojos morts) que es produeix en grans quantitats durant el naixement a causa de la reducció del volum sanguini. El calostre conté defenses i factors de creixement.

## Consum adult
Alguns estudis científics suggereixen que el consum humà de calostre boví és beneficiós per a la salut i que incrementaria l'estat general de les defenses i de la fortalesa física. Això no obstant, alguns estudis indiquen que pràcticament no produeix efectes de cap mena i que en canvi el calostre hiperimmunitzat (produït a partir de vaques a les quals se'ls han injectat vacunes contra determinades malalties) sí que seria beneficiós contra algunes patologies.